# ماری لیلیه‌دال
ماری لیلیه‌دال (انگلیسی: Marie Liljedahl؛ زادهٔ ۱۵ فوریهٔ ۱۹۵۰) بازیگر اهل سوئد است.
از فیلم‌ها یا برنامه‌های تلویزیونی که وی در آن نقش داشته‌است، می‌توان به اینیا، دوریان گری و دو ساد ۷۰ اشاره کرد.